# وسام إسحاق نيوتن
وسام إسحاق نيوتن هو ميدالية تمنح سنوياً من قبل معهد الفيزياء مع جائزة قيمتها 1000 باوند. وتمنح الجائزة لعالم الفيزياء، بغض النظر عن مجال الموضوع، الخلفية أو الجنسية، للمساهمات البارزة في الفيزياء. وكذلك تتم دعوة الفائز بالجائزة لإلقاء محاضرة في المعهد.

## الفائزون بالجائزة
- 2015 إلي يابلونوفيتش «لمساهمته الملموسة والتأسيسية لبنية النانو الفوتونية».
- 2014 ديبرا إس. جين «لمساهمتها الرائدة في مجال التحول الكمي لغازات فيرمي».
- 2013 جون بيندري «لمساهمات العلوم السطحية، والنظم المضطربة والفوتونية».
- 2012 مارتن ريس «لإسهاماته البارزة في الفيزياء الفلكية النسبية وعلم الكونيات».
- 2011 ليو كادانوف «لاختراع الأدوات المفاهيمية التي تكشف عن آثار عميقة على نطاق وثبات على سلوك والانتقال من مرحلة الأنظمة الديناميكية.»[3]
- 2010 إدوارد ويتن «للعديد من المساهمات العميقة التي غيّرت منطق نظرية الجسيمات، نظرية الحقل الكمّي والنظرية النسبية العامة.»[4]
- 2009 آلان غوث «لاختراعه لنموذج الكون التضخمي، والاعتراف له أن التضخم من شأنه أن يحل المسائل الرئيسية التي تواجه علم الكونيات القياسي، وحساباته، مع آخرين، تقلبات كثافة الطيف التي تسببت في طريقة وجود الكون على ما هو عليه من شكل».[5]
- 2008 آنتون زيلينجر «للمساهمات الرائدة النظرية والتجريبية لأساس فيزياء الكم، التي أصبحت حجر أساس للتطور السريع لهذا العلم».[6]